# Zimní olympijské hry 2030
Zimní olympijské hry 2030, oficiálně Hry XXVI. olympiády (anglicky Games of the XXVI Olympiad), jsou budoucí mezinárodní multisportovní událost, které se budou konat ve francouzských regionech Auvergne-Rhône-Alpes a Provence-Alpes-Côte d'Azur. Tyto hry budou následovat po Zimních olympijských hrách 2026 a Letních olympijských hrách 2028. Pořadatelské místo bylo zvoleno na 142. zasedání Mezinárodního olympijského výboru v Paříži dne 24. července 2024, tedy dva dny před letními olympijskými hrami 2024.

## Volba pořadatele
Dne 24. června 2019 byl na 134. zasedání MOV v Lausanne schválen nový výběrový proces, aby se snížily náklady na přípravu projektů a kampaně uchazečů. Celá procedura je kratší, takže vybraný pořadatel má více času na přípravu. Klíčové návrhy, které vycházejí z příslušných doporučení Olympijské Agendy 2020, jsou:
- Navázat trvalý a nepřetržitý dialog s cílem prozkoumat a vyvolat zájem měst / regionů / států a národních olympijských výborů o jakoukoli olympijskou událost
- Vytvořit dvě budoucí hostitelské komise (letní a zimní hry), které budou sledovat zájem o budoucí olympijské akce a budou podávat zprávy výkonné radě MOV.
- Poskytněte větší vliv zasedání MOV tím, že necháte členy nevýkonných orgánů působit v budoucích hostitelských výborech a komisí.

MOV také upravil olympijskou chartu, aby zvýšil její flexibilitu tím, že odstranil datum voleb ze sedmi let před hrami a změnou hostitele z jednoho města, regionu, země na více měst, regionů nebo zemí.
Podle zadávací dokumentace „Future Host Commission“ s pravidly chování je nový nabídkový systém MOV rozdělen do dvou fází dialogu:
- Kontinuální dialog: Nezávazné diskuse mezi MOV a zúčastněnými stranami (město / region / země / národní olympijský výbor se zájmem o hostování) týkající se pořádání budoucích olympijských akcí.
- Cílený dialog: Cílené diskuse s jednou nebo více zúčastněnými stranami (tzv. Preferovanými hostiteli) podle pokynů výkonné rady MOV. Vyplývá to z doporučení budoucí hostitelské komise v důsledku průběžného dialogu.

## Dřívější potenciální nabídky
Pyrenejské sdružení, Sapporo a Salt Lake City byly prezentováni jako potenciální zájemci během 135. zasedání MOV ve švýcarském Lausanne. Kanada podala předběžnou nabídku v únoru 2021.
- Barcelona – Andorra – francouzské Pyreneje

Barcelona dříve hostila letní olympijské hry 1992 a tudíž má již zkušenosti s pořádáním olympijských her. Andorra má středisko Grandvalira, a tím pádem by mohla hostit snowboarding, alpské lyžování a freestyle lyžování. Ve francouzských Pyrenejích je středisko Courchevel ve kterém by mohly proběhnout severská kombinace a skoky na lyžích. Podle návrhu by Barcelona hostila lední sporty a olympijský zahajovací a závěrečný ceremoniál na Estadi Olímpic Lluís Companys spolu s osmi sporty v dalších španělských městech, francouzské Pyreneje by hostily pět sportů v Courchevel a Andorra již zmíněný snowboarding, alpské lyžování a freestyle lyžování.
- Sapporo

Sapporo v Japonsku hostilo zimní olympijské hry 1972 a také maratonské a závodní akce na letních olympijských hrách 2020. Sapporo taktéž hostilo Mistrovství světa v klasickém lyžování v roce 2007.
- Vancouver – Whistler

Vancouver a Whistler v Kanadě společně hostily zimní olympijské hry 2010. Vancouver hostil v letech 1960 a 2001 Mistrovství světa v krasobruslení, Mistrovství světa v rychlobruslení v roce 2009, Mistrovství světa v bobech a skeletonu v roce 2019 a další. Whistler hostil Mistrovství světa ve freestyle lyžování 2001 a Mistrovství světa ve snowboardingu 2005.
- Salt Lake City

Salt Lake City v USA bylo hostitelské město pro zimní olympijské hry 2002. V únoru 2020, po oznámení nabídky Sappora, organizační výbor pro nabídku Salt Lake City zvažoval přesunutí svého záměru ucházet se o hry v roce 2034, protože letní olympijské hry jsou naplánovány do Los Angeles v roce 2028. Na setkání organizační výboru v červnu 2021 se zvažovalo, zda podat nabídku pro rok 2030 nebo rok 2034. Rozhodnutí Salt Lake City o podání nabídky hostitelství zimních olympijských her v roce 2030 nebo 2034 by mohlo být učiněno v krátké době po skončení Zimních olympijských her 2022. Prezident a výkonný ředitel výboru v Salt Lake City Fraser Bullock uvedl, že malé okno mezi Los Angeles 2028 a potenciálními hrami v Salt Lake City 2030 by mohlo být problémem (k získání hostitelství) a že studie proveditelnosti stále probíhá.